# آل مطاعن (جازان)
قرية آل مطاعن، وهي إحدى قرى منطقة جازان وهي قرية سكنية تابعة لبلدية محافظة أبو عريش جنوب غرب المملكة العربية السعودية، تبعد 8 كم باتجاه الشرق من مدينة أبو عريشوقد سميت بهذا الاسم نسبة ل الشيخ مطاعن بن ظافر بن محمد آل هاشم الحمزي الذي أسسها وأحياها ووضع حجر الأساس لأكثر من قرنين منذ ذلك الزمن

## الموقع
تقع قرية آل مطاعن في منطقة زراعية وسط محافظة جازان، وتبعد حوالي 45 كيلومترا بالاتجاه الشرقي من مدينة جازان، لها عند خط طول 42.53 درجة وخط العرض 17.57 درجة.

## وصلات خارجية
- بيانات المجلس البلدي من الأمانة العامة لشؤون المجالس البلدية.
- حصر الخدمات بالمدن والقرى بمنطقة جازان.
- دليل الخدمات بمنطقة جازان.
- مصلحة الإحصاءات العامة والمعلومات.